# Aspalathus orbiculata
Aspalathus orbiculata är en ärtväxtart som beskrevs av George Bentham. Aspalathus orbiculata ingår i släktet Aspalathus och familjen ärtväxter. Inga underarter finns listade i Catalogue of Life.